# 福田ユミ
福田 ユミ（ふくだ ゆみ、1982年5月11日 - ）は、日本の女性タレント、女優。奈良県奈良市出身。身長163cm。オフィスマハロ所属。東京マハロ劇団メンバー。

## 人物
- 特技はクラシックバレエ、ジャズダンス。
- 趣味は日本舞踊（藤間流）、殺陣（波濤流）、技斗、タップ。

## 出演

### プロデュース公演
- 福田ユミ 第1回プロデュース公演「萩本の女」 作・演出：矢島弘一（シアター711）
- 福田ユミ 第2回プロデュース公演「ウェスティン-西へ帰る-」 作・演出：矢島弘一（下北沢駅前劇場）
- ゴツプロ！×福田ユミプロデュースPresents「朝、私は寝るよ」 作・演出：深井邦彦（OFF・OFFシアター）

### 映画
- Girl's Life（2009年、監督：大塚祐吉） - エミリ役
- FREEDOM（2009年、監督：大塚祐吉）

### テレビ
- ハッピィ★ボーイズ（2007年、TX）
- つばさ（2009年、NHK連続テレビ小説）
- ルビコンの決断（2009年、テレビ東京）
- 捜し屋★諸星光介が走る!6（2011年、月曜ゴールデン） - 土屋由美 役
- 救命病棟24時 第5シリーズ 第6話（2013年、フジテレビ） - 瀬名恭子 役
- 金田一耕助VS明智小五郎（2013年、フジテレビ）
- 愛は必然である（2014年、BeeTV） - 栄子 役
- 失恋ショコラティエ 第10話（2014年、フジテレビ）
- BORDER 第2話（2014年、テレビ朝日）
- ファースト・クラス 第7話（2014年、フジテレビ）
- 東京スカーレット〜警視庁NS係 第2話（2014年、TBS） - 陳美玲 役
- 赤と黒のゲキジョースペシャルドラマ「上流階級〜富久丸百貨店外商部〜」（2015年、フジテレビ）
- 真昼の悪魔（2017年） - 渡来倫子 役
- 残酷な観客達 第7話（2017年6月29日、日本テレビ）
- コウノドリ 第2シリーズ 第7話（2017年11月24日、TBS） - 石山すず 役
- 健康で文化的な最低限度の生活 第4話 （2018年8月7日、関西テレビ） - 保育士 役
- ドラマスペシャル 今野敏サスペンス「回帰 警視庁強行犯係・樋口顕」（2018年、テレビ東京） - 永山晴子 役
- 土曜ドラマスペシャル「炎上弁護人」（2018年、NHK）
- 私のおじさん〜WATAOJI〜 第5話（2019年、テレビ朝日）
- 凪のお暇 第2話（2019年、TBS）
- 病室で念仏を唱えないでください 第9話（2020年、TBS）
- 逃げるは恥だが役に立つ ガンバレ人類！新春スペシャル!!（2021年、TBS） - 石破美波 役
- スペシャルドラマ「おもひでぽろぽろ」（2021年、NHK） - 村岡京子 役
- 遺留捜査 第6シーズン 最終話（2021年、テレビ朝日） - 白江夏希 役
- 八月は夜のバッティングセンターで。 第2話（2021年、テレビ東京） - 佐川夏美 役
- 真夜中にハロー! 第6話（2022年、テレビ東京） - 奥仲ハルミ 役
- 王様に捧ぐ薬指（2023年、TBS） - 土屋明日香 役
- やさしい猫（2023年、NHK総合） ※1話出演
- 初恋、ざらり第9話（2023年、テレビ東京）
- バントマン（2024年、東海テレビ・フジテレビ） - 末松透子 役[2][3]
- アイシー〜瞬間記憶捜査・柊班〜 第9話・最終話（2025年3月18日・25日、フジテレビ） - 仙川澄乃 役[4]

### WEB
- YouTubeホラー『Exercise Dead -死のエクササイズ-』（2014年）

### 舞台
- ゼブラ 脚本：田村孝裕 演出：川本成（シアターサンモール）[5]
- 大森カンパニープロデュース「更地21」脚本・演出 大森博（下北沢ザ・スズナリ）[6]
- HIGHcolors「或る、かぎり」脚本・演出：深井邦彦（下北沢駅前劇場）[7]
- 舞台「カラフルダイヤモンド〜君と僕のドリーム〜2」脚本 津村有紀 演出 寺本晃輔（赤坂RED/THEATER）[8]
- 東京マハロ第27回公演「貴子はそれを愛と呼ぶ」 脚本・演出：矢島弘一（赤坂RED/THEATER）[9]
- 東京マハロ第26回公演「母も宇宙もフェミニストも」 脚本・演出 矢島弘一（新宿シアタートップス）
- 「聞コエルカコノ声ガ笑エルカ生キナガラエテ」作 万華鏡歌子 演出 壁新聞ピア都市（劇場HOPE）
- 「実は素晴らしい家族ということを知ってほしい」脚本 矢島弘一 演出 浜谷康幸（テアトルBONBON）
- 「忘華 ～ボケ～」脚本・演出 私オム（草月ホール）
- WAHAHA本舗 PRESENTS我善導をおもしろがる会 vol.3「？人のおもしろがれない大人たち」作・演出 山崎洋平（シアタートップス）
- 東京マハロ第25回公演「あの日わたしをはだかにして」  脚本・演出 矢島弘一（東京芸術劇場シアターウエスト）
- 水野美紀 × 矢島弘一「2つの「ヒ」キゲキ」  作・演出 水野美紀×矢島弘一（新国立劇場 小劇場）
- 大森カンパニープロデュース「更地16」 脚本・演出 大森博（下北沢ザ・スズナリ）
- 「優、ちょっと」 作・演出 私オム（上野ストアハウス）
- 「グッドディスタンス 風吹く街の短篇集 東京マハロ『分際』」 脚本・演出 矢島弘一（本多劇場）
- 東京マハロ第24回公演「○○ちゃんが好きなのよ」 脚本・演出  矢島弘一（東京芸術劇場シアターウエスト）
- 大森カンパニープロデュース「二人の文化祭《特別篇》～コロナノコノヤロメ！小劇場の灯は消さない！～」 脚本・演出 大森博（下北沢ザ・スズナリ）
- 東京マハロ第23回公演「彼の名はレオナルド」 脚本・演出  矢島弘一（赤坂RED/THEATER）
- 「LIFE RESET？」脚本 山崎洋平（江古田のガールズ）演出 武藤淳（TBS SPARKLE）（赤坂RED/THEATER）
- 福澤重文・宮下貴浩×劇作家 第三回公演『とても親密な見知らぬ人』 作・演出 水野美紀（シアターモリエール）
- 「THE BAMBISHOW 3RD STAGE」 演出 増本庄一郎（CBGKシブゲキ!!）
- 荻窪のガールズ「その場忍びの茨城スッパーズ」 脚本 山崎洋平（江古田のガールズ）（劇場MOMO）
- 東京マハロ第22回公演「余白を埋める -エリカな人々2019-」 脚本・演出  矢島弘一（東京芸術劇場シアターイースト）
- 東京マハロ第21回公演「たぶん世界は8年目」 脚本・演出  矢島弘一（シアタートラム）
- 東京マハロ第20回公演「明日、泣けない女／昨日、甘えた男」 脚本・演出  矢島弘一（東京芸術劇場シアターウエスト）
- スマッシュルームズ&SR「 亡骸バスツアー」演出 中山純平（下北沢シアター711）
- 東京マハロ第19回公演「あるいは真ん中に座るのが俺」 脚本・演出  矢島弘一（赤坂RED/THEATER）
- 東京マハロ第18回公演「紅をさす」 脚本・演出 矢島弘一（東京芸術劇場シアターウエスト）
- 東京マハロ第17回公演「女子穴」 脚本・演出 矢島弘一（赤坂RED/THEATER）
- 東京マハロ第16回公演「そして友は二度死んだ」 脚本・演出 矢島弘一（赤坂RED/THEATER）
- 東京マハロ第15回公演「女は過去でできている」 脚本・演出 矢島弘一（赤坂RED/THEATER）
- 東京マハロ第14回公演「たぶん世界を救えない」 脚本・演出 矢島弘一（赤坂RED/THEATER）
- 東京マハロ第13回公演「分際」 脚本・演出 矢島弘一（下北沢小劇場B1）
- 東京マハロ第12回公演「女子穴」 作・演出 矢島弘一（赤坂RED/THEATER）
- 東京マハロ第11回公演「エリカな人々」 脚本・演出 矢島弘一（下北沢駅前劇場）
- 友情 〜秋桜のバラード〜（2010年、銀座博品館劇場）
- MOTHER 〜特攻の母 鳥濱トメ物語〜（2010年、天王洲銀河劇場）
- 十二人の怒れる女（2011年、AQUA studio）
- 悪さしながら男なら小粋で優しい馬鹿でいろ（2011年、シアターグリーン）
- THE東京ピチピチBOYS第16回公演「バック・トゥ・ザ 三億円事件!」（2011年8月27日・28日、下北沢北沢タウンホール）
- 「舞台 新耳袋2〜幽霊夜想曲〜」（2011年、キンケロシアター）
- "創造集団"生活向上委員会第26回公演「愛しのバックストリート」（2012年、シアターグリーン BOX in BOX THEATER）